# Privatbrauerei Gebr. Mayer
Pour les articles homonymes, voir Mayer.
 (mai 2021).
Si vous disposez d'ouvrages ou d'articles de référence ou si vous connaissez des sites web de qualité traitant du thème abordé ici, merci de compléter l'article en donnant les références utiles à sa vérifiabilité et en les liant à la section « Notes et références ».
La Privatbrauerei Gebr. Mayer est une brasserie à Oggersheim, quartier de la vieille ville de Ludwigshafen.

## Histoire
Christian Ludwig Christ crée une petite brasserie pour la première fois le long de la Kreuzgasse en 1846. L'une des filles de Christ épouse Carl Daniel Mayer d'Alzey qui devient partenaire en 1866. La brasserie s'appelle Christ & Mayer. En 1872, Christ & Mayer est dissoute et la brasserie est reprise conjointement par Carl Daniel Mayer et son frère Fritz Mayer (1848–1899) sous le nom de Gebrüder Mayer, de sorte que la brasserie s'appelle Gebr. Mayer depuis.
Les frères Heinrich Mayer (1876–1955), Wilhelm Mayer (1877–1931) et Albert Mayer (1879–1929) sont les associés gérants de la brasserie de 1904 à 1929. En 1929, Hans Mayer (1908–1964), fils de Willy Mayer, entre et en 1933 Fritz Mayer (1907–1955), fils d'Albert Mayer. Dans les années 1960, Hans-Dieter (fils de Hans Mayer) et Hans-Gerd Mayer (fils de Fritz Mayer) reprennent l'entreprise.
La direction actuelle est assurée par les frères Frank et Hans-Jörg Mayer. Les bières Mayer sont principalement disponibles dans la région de Ludwigshafen. Pour des raisons environnementales, la bière n'est embouteillée que dans des contenants réutilisables. Un total de 17 types de bière sont produits. Le type le plus vendu est la Zwickelbier. Les derniers types sont le Pfalzstoff introduit en 2011 et la bière blanche sans alcool.
La brasserie est membre de Brauring, une coopération entre des brasseries privées d'Allemagne, d'Autriche et de Suisse.